# Milionários à Força
Milionários à Força foi uma série cómica transmitida pela RTP1 entre 2000 e 2001.

## Sinopse
Esta é a história da família Cordeiro, Vítor, Tina e Américo que, por circunstâncias várias, se veem obrigados a partilhar a mesma casa.
Vítor Cordeiro é um novo rico que subitamente se vê na miséria devido ás suas "trafulhices" e a uma noite desastrosa no Casino. Quando o tribunal decide que ele "já não é dono dos seus bens", Vítor e a sua mulher Tina têm que mudar para a casa abandonada de uma tia-avó de Vítor. Ao chegarem, são surpreendidos pelo estado deteriorado da casa e pela presença de Américo, um primo de Vítor, saído nesse mesmo dia da prisão. A partir daqui vão tentar reorganizar as suas vidas. Américo continua a planear os seus delitos, fazendo do quarto armazém de objetos roubados e usando o polícia do bairro, o agente Calado, que inconscientemente lhe dá cobertura. Vítor vai pondo em marcha o seu plano de ascensão social e recuperação financeira. Faz da casa sede dos seus pequenos golpes, comporta-se acima das suas possibilidades reais, foge constantemente dos credores e consegue ser aceite pelo vizinho rico, usando a casa deste para as suas "trafulhices".
Vítor e Américo estão em permanente conflito. Ou é pela posse da casa, ou é pelo afeto da Tina, ou pela atenção de Cândida, a secretária do vizinho rico.

## Elenco
- Fernando Mendes - Vítor Cordeiro
- Rosa do Canto - (Cris)Tina Cordeiro
- Carlos Areia - Américo Cordeiro
- Victor de Sousa - Vasco Carneiro
- Ângela Pinto - Cândida Carrapito Leal
- Pedro Alpiarça † - Agente Calado

## Temporada 1
| #  | Título                   |
| -- | ------------------------ |
| 1  | "A Nossa Casa"           |
| 2  | "É Só Fachada"           |
| 3  | "Vai um Subsídio?"       |
| 4  | "O Carro"                |
| 5  | "O Concurso"             |
| 6  | "Quem é Quem?"           |
| 7  | "Que Rica Festa?"        |
| 8  | "Vivó Rei"               |
| 9  | "Procura-se Alvíssaras"  |
| 10 | "Quem Conta um Conto..." |
| 11 | "Hipnotizados!"          |
| 12 | "A Ovelha Negra"         |
| 13 | "Bruxices"               |

## Temporada 2
| #  | Título                        |
| -- | ----------------------------- |
| 1  | "Espíritos de Natal"          |
| 2  | "Ponha Aqui o Seu Pézinho"    |
| 3  | "Para Dar e Vender"           |
| 4  | "Cordeiro, o Homem Golo"      |
| 5  | "O Aniversário Pimba"         |
| 6  | "A Janela Indiscreta"         |
| 7  | "O Resgate"                   |
| 8  | "Crime, Disse Ele"            |
| 9  | "O Carneirinho da Natividade" |
| 10 | "Sozinho em Casa"             |
| 11 | "É Carnaval..."               |
| 12 | "Contratem um Pianista"       |
| 13 | "Gaba-te Cesta"               |